# Serie Mundial de 1989
La Serie Mundial de 1989, la serie de campeonato de las Ligas Mayores del Béisbol (MLB) de los Estados Unidos, enfrentó en la 86.ª edición de la Serie, al campeón de la Liga americana (AL), en este caso los Oakland Athletics y el campeón de la Liga Nacional (NL), representado por los San Francisco Giants. La Serie se jugó del 14 de octubre al 28 de octubre, y en ella, los Athletics barrieron a los Gigantes en solo cuatro juegos. Fue la primera Serie Mundial decidida en cuatro partidos desde el año 1976, cuando los Cincinnati Reds barrieron a los New York Yankees. Esta victoria por parte de los Athletics, sería solo la tercera vez en la historia de las Series Mundiales que un equipo no perdería un solo juego, junto con la Serie que ganaron Los Angeles Dodgers en el año 1963, y los Baltimore Orioles en el año 1966. Los Boston Red Sox, consiguieron barrer en cuatro juegos a los Saint Louis Cardinals en la Serie del 2004 y un año después los Chicago White Sox barrerían a los Houston Astros en la Serie Mundial del 2005.

## Series de Campeonato
Los San Francisco Giants ganaron la división Oeste de la Liga Nacional (NL) por tres juegos sobre los San Diego Padres. Después derrotaron a los Chicago Cubs, cuatro juegos a uno en la Serie de Campeonato de Liga Nacional. Los Oakland Athletics ganaron la división Oeste de la Liga Americana (AL) por siete juegos sobre los Kansas City Royals. A continuación derrotaron a los Toronto Blue Jays, cuatro juegos a uno en la Serie de Campeonato de Liga Americana.
Fue la primera aparición de los San Francisco Giants en una Serie Mundial desde 1962, mientras que los Oakland Athletics jugaban su segundo Clásico de Otoño, luego de perder en la Serie Mundial de 1988 ante Los Angeles Dodgers.

## Resumen de los Partidos
| Juego | Fecha          | Resultado                                        | Lugar                           | Duración | Asistencia |
| ----- | -------------- | ------------------------------------------------ | ------------------------------- | -------- | ---------- |
| 1     | 14 de octubre  | San Francisco Giants – 0, Oakland Athletics – 5  | Oakland–Alameda County Coliseum | 2:45     | 49,385     |
| 2     | 15 de octubre  | San Francisco Giants – 1, Oakland Athletics – 5  | Oakland–Alameda County Coliseum | 2:47     | 49,388     |
| 3     | 27† de octubre | Oakland Athletics – 13, San Francisco Giants – 7 | Candlestick Park                | 3:03     | 62,038     |
| 4     | 28 de octubre  | Oakland Athletics – 9, San Francisco Giants – 6  | Candlestick Park                | 3:07     | 62,032     |

|                                                           |
| Campeón de las Grandes Ligas Oakland Athletics 9.º título |